# Svetlana Kitova
Svetlana Kitova (Doesjanbe, 25 juni 1960 – 20 november 2015) was een middellangeafstandsloopster, die eerst de Sovjet-Unie en later Rusland vertegenwoordigde. Haar specialisatie was de 1500 m. Ze heeft de nationale records in handen op de 800 m, 1500 m en de Engelse mijl.

## Biografie
Haar eerste succes behaalde Svetlana Kitova in 1983 door de 800 m op het Europees indoorkampioenschap te winnen. Met een tijd van 2.01,28 versloeg ze de Tsjechische Zuzana Moravcíková (zilver) en haar landgenote Olga Simakova. Hierna maakte ze de overstap op de 1500 m.
In 1985 was Kitova voor het eerst succesvol op de 1500 op de Universiade van 1985. Hier streek ze met de hoogste eer door met een tijd van 4.07,12 de Roemeense Margareta Keszeg (zilver) en Amerikaanse Darlene Beckford (brons) te verslaan. Twee jaar later werd ze op de Universiade tweede ondanks een snelle 4.03,03. In 1989 won ze een zilveren medaille op het WK indoor.
Kitova overleed in 2015 op 55-jarige leeftijd aan de gevolgen van de ziekte ALS.

## Titels
- Europees kampioene 800 m (indoor) - 1983
- Europees kampioene 1500 m (indoor) - 1986

## Persoonlijke records
Outdoor
| Onderdeel | Prestatie | Datum           | Plaats  |
| --------- | --------- | --------------- | ------- |
| 800 m     | 1.58,08   | 21 juni 1984    | Kiev    |
| 1.500 m   | 4.01,02   | 2 augustus 1988 | Kiev    |
| 1 mijl    | 4.22,52   | 19 juli 1989    | Pescara |

Indoor
| Onderdeel | Prestatie | Datum        | Plaats    |
| --------- | --------- | ------------ | --------- |
| 1.500 m   | 4.05,71   | 4 maart 1989 | Boedapest |

## Palmares

### 800 m
- 1983:  EK indoor - 2.01,28

### 1500 m
- 1985:  Universiade - 4.07,12
- 1986:  EK indoor - 4.14,25
- 1986:  Goodwill Games - 4.07,21
- 1986: 6e EK - 4.04,74
- 1987:  EK indoor - 4.09,01
- 1987:  WK indoor - 4.07,59
- 1987: 9e WK - 4.04,66
- 1987:  Universiade - 4.03,03
- 1989:  WK indoor - 4.05,71
- 1989:  EK indoor - 4.08,36
- 1989:  Europacup - 4.07,62
- 1990:  Grand Prix Finale - 4.07,88

### 1 mijl
- 1989:  Grand Prix Finale - 4.25,52